# Arma nuclear estratégica

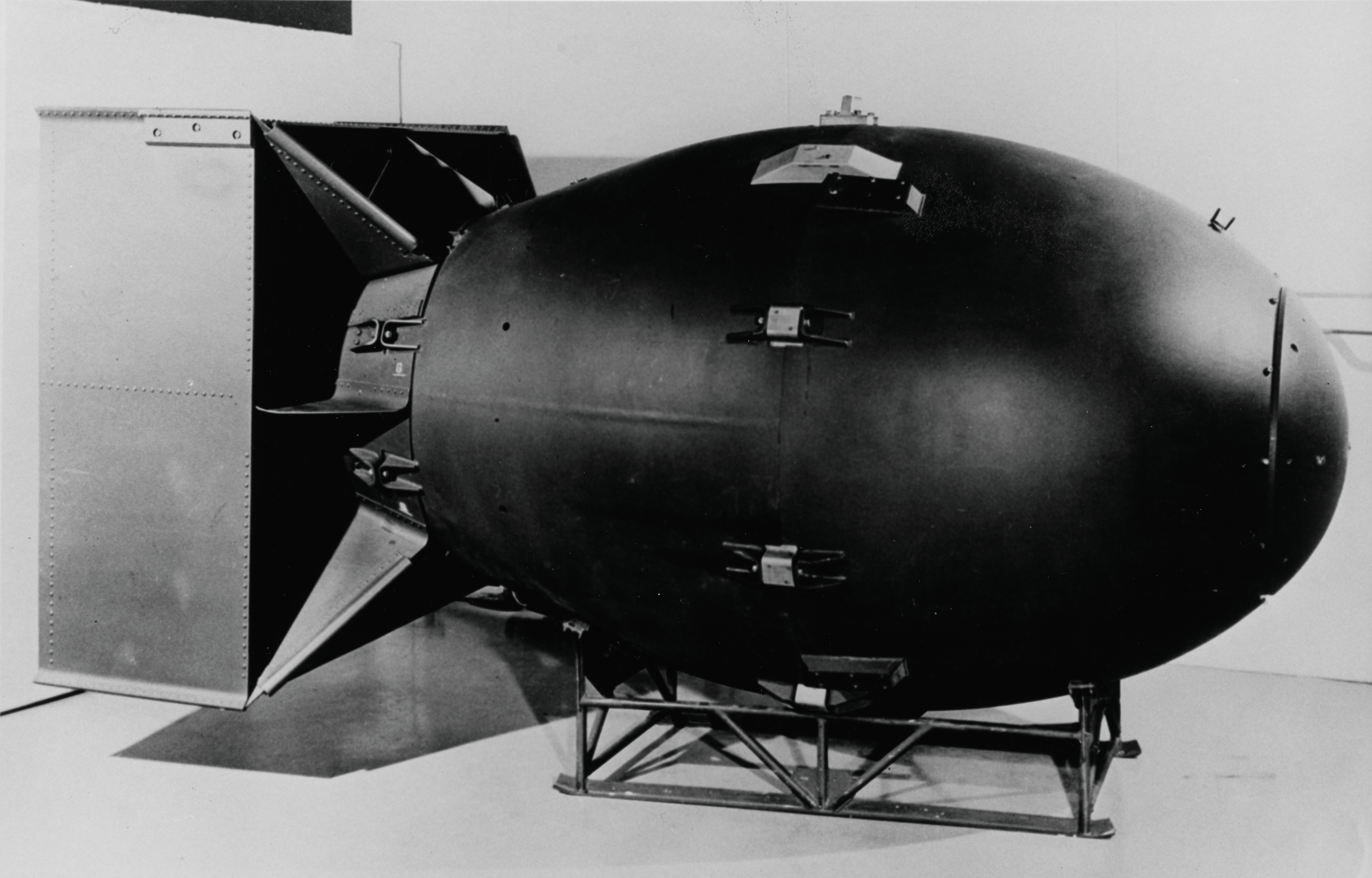
Fat Man fue un arma nuclear estratégica lanzada sobre la ciudad japonesa de Nagasaki el 9 de agosto de 1945, durante las etapas finales de la Segunda Guerra Mundial.
Al 6 de mayo de 2024 fue la segunda y última arma nuclear en ser utilizada en combate. El ataque nuclear mató a unas 40 000 personas, incluidos unos 28 200 trabajadores de fábricas civiles japoneses, 2000 trabajadores esclavos coreanos y 150 combatientes japoneses.

Un arma nuclear estratégica se refiere a un arma nuclear que está diseñada para ser utilizada en objetivos que forman parte de un plan estratégico, tales como ubicaciones de misiles nucleares, centros de mando militar y grandes ciudades. 
Contrastan con las armas nucleares tácticas, las cuales están diseñadas para utilizarse en un campo de batalla, como parte de un ataque con fuerzas convencionales. Las armas nucleares estratégicas tienen significativamente mayores rangos de rendimiento, de por lo menos 100 kilotones.
El arma nuclear más poderosa detonada hasta ahora fue la soviética Bomba del Zar (de alrededor de 50 megatones), detonada en la región ártica de Nueva Zembla (Rusia).
Las armas nucleares estratégicas también tienen mayor rango. Los misiles balísticos intercontinentales con ojivas nucleares son armas estratégicas, mientras que los misiles de corto alcance son tácticas. Además, mientras las armas tácticas están diseñadas para cumplir con los objetivos en el campo de batalla, el objetivo principal de las armas estratégicas es para prevenir ataques, especialmente ataques nucleares.

## Premisa
Las armas nucleares estratégicas generalmente tienen rendimientos significativamente mayores, y generalmente comienzan desde 100 kilotones hasta rendimientos destructivos en el rango de unos pocos megatones para usar especialmente en el interior de las naciones enemigas lejos de las fuerzas amigas para maximizar el daño, especialmente a objetivos duros enterrados (como un silo de misiles) u objetivos de área amplia (como una gran base naval o de bombarderos). Sin embargo, los rendimientos pueden superponerse, y muchas armas, como la bomba nuclear B61 de rendimiento variable, que podría ser utilizada a baja potencia por un cazabombardero en un ataque de interdicción o lanzada a alto rendimiento por un bombardero estratégico contra un corral submarino enemigo. 
La ojiva W89 de 200 kilotones (o sea, 0,2 megatones) armó tanto el Sea Lance tácticoarma antisubmarina de efecto de área para usar en alta mar y el bombardero estratégico lanzó un misil de separación SRAM  II diseñado para usar en el interior de la Unión Soviética. De hecho, los ataques estratégicos sobre Hiroshima y Nagasaki utilizaron armas de entre 10 y 20 kilotones, pero eso se debió a que las bombas Little Boy y Fat Man eran las más destructivas y, de hecho, las únicas armas atómicas disponibles en ese momento.
No existe una definición precisa de la categoría "estratégica" ni para rango ni para rendimiento.
El rendimiento de las armas nucleares tácticas es generalmente más bajo que el de las armas nucleares estratégicas, pero las más grandes siguen siendo muy poderosas y algunas ojivas de rendimiento variable cumplen ambas funciones. Las ojivas nucleares tácticas modernas tienen rendimientos de hasta decenas o potencialmente cientos de kilotones, varias veces más que las utilizadas en los bombardeos atómicos de Hiroshima y Nagasaki.
El pensamiento estratégico bajo la administración de Eisenhower y el secretario de Estado John Foster Dulles fue el de una represalia masiva frente al arsenal nuclear de la Unión Soviética. Las dos superpotencias desarrollaron muchas de las armas termonucleares desplegadas más destructivas. Cada pizca de poder destructivo que se podía entregar al interior del enemigo se consideraba ventajoso para mantener la disuasión y se convertiría en la base del arsenal estratégico de Estados Unidos.
La respuesta flexible fue una estrategia de defensa implementada por primera vez por el presidente estadounidense John F. Kennedy en 1961 para abordar el escepticismo de la administración Kennedy sobre la política de represalias masivas frente a las opciones de ataque limitadas a la guerra total durante la Crisis de los Misiles en Cuba. Eso, junto con el costo, la orientación cada vez más precisa, las múltiples ojivas por vehículo de entrega y el deseo de una mayor flexibilidad en la orientación, especialmente con respecto a una mayor sensibilidad al daño colateral en algunos escenarios, inició la tendencia a reducir el rendimiento de ojivas individuales en sistemas de armas estratégicas.
A los misiles y bombarderos estratégicos se les asignan objetivos preplanificados que incluyen aeródromos enemigos, radares y defensas de superficie a aire; pero la misión estratégica era eliminar las defensas nacionales de la nación enemiga para permitir que los siguientes bombarderos y misiles estratégicos penetraran más y amenazaran con fuerza las fuerzas estratégicas, el mando, la población y la economía de la nación enemiga de manera más realista, en lugar de apuntar a activos puramente militares casi en tiempo real usando armas tácticas, con alcance y rendimiento optimizados para este tipo de misión de ataque sensible al tiempo, a menudo cerca de fuerzas amigas.
Los primeros misiles balísticos intercontinentales tenían un error circular probable desfavorable (CEP); los misiles estratégicos y, en algunas condiciones, el bombardero tenían baja precisión de puntería. Además, gran parte de la construcción de activos estratégicos de principios de la Guerra Fría eran objetivos blandos sobre el suelo o mínimamente reforzados, como aeródromos, instalaciones de mando y control prenucleares, infraestructura defensiva e incluso bases ICBM. Cuando cada misil llevaba solo una ojiva mal guiada, el diseño de sistemas con rendimientos masivos de ojivas para causar una enorme huella de daño, con la posibilidad de destruir potencialmente varios objetivos de oportunidad blandos cercanos y aumentar la probabilidad de que el objetivo principal estuviera dentro de la superposición de CEP y círculo de destrucción, la ojiva de mayor rendimiento posible para el misil se consideró una ventaja. [8]El enemigo al que se apuntaba a un continente de distancia tenía una baja proporción de efectos secundarios en las áreas amigas, lo que contrastaba con el daño potencial a los activos enemigos. A medida que la tecnología de navegación mejoraba la precisión y muchos misiles y casi todos los bombarderos estaban equipados con múltiples ojivas nucleares, la tendencia era reducir el rendimiento de las ojivas tanto por peso como para dar más flexibilidad en la selección de objetivos con respecto al daño colateral, el endurecimiento de objetivos también creó una situación en la que incluso una ojiva muy grande con una excelente orientación destruiría un solo objetivo, sin obtener ninguna ventaja de su gran peso y costo, a diferencia de varios MIRV más pequeños . [9]
Una característica de las armas nucleares estratégicas, especialmente en la naturaleza transcontinental de la Guerra Fría , con superpotencias que se extienden por continentes que están separadas por océanos, es el mayor alcance de sus aparatos vectores, como los misiles balísticos intercontinentales , lo que les otorga la capacidad de amenazar el mando del enemigo y estructura de control y la infraestructura nacional a pesar de que tenían su base a muchos miles de kilómetros de distancia en territorio amigo. Los misiles balísticos intercontinentales con ojivas nucleares son las principales armas nucleares estratégicas y los misiles de corto alcance son tácticos. Además, mientras que las armas tácticas están diseñadas para cumplir con los objetivos del campo de batalla sin destruir las fuerzas amigas cercanas, uno de los propósitos principales de las armas estratégicas es la disuasión según la teoría de la destrucción mutua asegurada.. En el caso de dos pequeñas naciones limítrofes, un arma estratégica podría tener un alcance bastante corto y aun así estar diseñada o prevista para objetivos estratégicos. Específicamente, en la península de Corea , con una Corea del Norte con armas nucleares enfrentándose a una Corea del Sur que cumple con el TNP , ha habido llamados para solicitar la devolución de armas nucleares de corto alcance y bajo rendimiento propiedad de los EE. proporcionar un elemento disuasorio estratégico local para el creciente arsenal nuclear y los sistemas de lanzamiento del Norte producidos en el país. [10]
Después de la Guerra Fría, las reservas de armas nucleares tácticas de la OTAN y Rusia se redujeron considerablemente. Los misiles estratégicos de alta precisión como el Trident II también se pueden usar en ataques tácticos y substratogicos.

## Ataque de desescalada
Según varios informes, incluidos los del Carnegie Endowment for International Peace y Bulletin of the Atomic Scientists , como resultado de la eficacia y aceptabilidad del uso de municiones de precisión de la USAF con pocos daños colaterales en el conflicto de Kosovo en lo que equivalía a destrucción estratégica una sola vez posible con armas nucleares o bombardeos masivos, Vladímir Putin, entonces secretario del Consejo de Seguridad de Rusia , formuló un concepto ( "escalar para desescalar") de utilizar amenazas y ataques nucleares tanto tácticos como estratégicos para reducir la tensión o hacer que un enemigo se retire de un conflicto convencional que amenaza lo que Rusia considera un interés estratégico. [11] [12] [13] Otros expertos cuestionan el umbral reducido para el uso de armas nucleares por parte de Rusia. [14] [15]